# Anatolij Timofejevič Fomenko
Anatolij Timofejevič Fomenko (rusko Анато́лий Тимофе́евич Фоме́нко), ruski matematik, * 13. marec 1945, Stalino, Sovjetska zveza (danes Doneck, Ukrajina).
Anatolij Fomenko je član Ruske akademije znanosti, doktoriral je iz fizike in matematike in je profesor na Moskovski državni univerzi Lomonosov. Je strokovnjak za geometrijo in topologijo.
Anatolij Fomenko je znan kot ustanovitelj Nove Kronologije, ki trdi, da je obča zgodovina od 16.-17. stoletja falsificirana.

## Dela
- A. T. Fomenko, Statistička hronologija. Matematički pogled na istoriju. U kom smo veku? (prevod Aleksandar Lipkovski in Dragan Blagojević, Beograd 1997, 449 str.), ćirilica, ISBN 86-80593-22-2.